# Cariniana integrifolia
Cariniana integrifolia es una especie de planta leñosa en la familia Lecythidaceae.

## Distribución geográfica
Es endémica del Perú, Bolivia, Brasil, Colombia.  Se la suponía exclusiva de áreas reducidas de la mata Atlántica,  pero está presente en Bolivia y Colombia.
Está amenazada  por pérdida de hábitat.
Su madera es blanda y tiene un peso específico de entre 420 y 460 kg/m³